# Jinshan
Jinshán (en chino: 金山区, chino tradicional: 金山區, pinyin: Mǐnháng qū, literalmente:montaña de oro) es uno de los 18 distritos de la ciudad de Shanghái, República Popular China. Localizado en el suroeste de la ciudad, tiene una superficie de 586.14 kilómetros cuadrados haciéndolo uno de los más grandes de la ciudad, su población de 732 000 (2010).
Este distrito tiene 23 km de costa y en sus alrededores exinten tres pequeñas islas que son: Dajinshan (la gran montaña de Oro), Xiaojin shan (la pequeña montaña de Oro) y Fu Shan (la montaña flotante).
Junto con la ciudad este distrito ha tenido un amplio crecimiento económico.

## Administración
El distrito de Jinshán se divide en 9 poblados y 1 subdistritos.
- Poblado Fēng jīng 枫泾镇
- Poblado zhūjīng 朱泾镇
- Poblado tínglín 亭林镇
- Poblado cáojīng 漕泾镇
- Poblado shānyáng 山阳镇
- Poblado jīnshānwèi 金山卫镇
- Poblado zhāngyàn 张堰镇
- Poblado lángxià 廊下镇
- Poblado lángxià 吕巷镇
- Subdistrito Shíhuà 石化街道

## Clima
| Parámetros climáticos promedio de Jinshán (1971-2000) | Parámetros climáticos promedio de Jinshán (1971-2000) | Parámetros climáticos promedio de Jinshán (1971-2000) | Parámetros climáticos promedio de Jinshán (1971-2000) | Parámetros climáticos promedio de Jinshán (1971-2000) | Parámetros climáticos promedio de Jinshán (1971-2000) | Parámetros climáticos promedio de Jinshán (1971-2000) | Parámetros climáticos promedio de Jinshán (1971-2000) | Parámetros climáticos promedio de Jinshán (1971-2000) | Parámetros climáticos promedio de Jinshán (1971-2000) | Parámetros climáticos promedio de Jinshán (1971-2000) | Parámetros climáticos promedio de Jinshán (1971-2000) | Parámetros climáticos promedio de Jinshán (1971-2000) | Parámetros climáticos promedio de Jinshán (1971-2000) |
| Mes                                                   | Ene.                                                  | Feb.                                                  | Mar.                                                  | Abr.                                                  | May.                                                  | Jun.                                                  | Jul.                                                  | Ago.                                                  | Sep.                                                  | Oct.                                                  | Nov.                                                  | Dic.                                                  | Anual                                                 |
| ----------------------------------------------------- | ----------------------------------------------------- | ----------------------------------------------------- | ----------------------------------------------------- | ----------------------------------------------------- | ----------------------------------------------------- | ----------------------------------------------------- | ----------------------------------------------------- | ----------------------------------------------------- | ----------------------------------------------------- | ----------------------------------------------------- | ----------------------------------------------------- | ----------------------------------------------------- | ----------------------------------------------------- |
| Temp. máx. media (°C)                                 | 8.1                                                   | 9.2                                                   | 12.8                                                  | 19.1                                                  | 24.1                                                  | 27.6                                                  | 31.8                                                  | 31.3                                                  | 27.2                                                  | 22.6                                                  | 17.0                                                  | 11.1                                                  | 20.2                                                  |
| Temp. mín. media (°C)                                 | 1.1                                                   | 2.2                                                   | 5.6                                                   | 10.9                                                  | 16.1                                                  | 20.8                                                  | 25.0                                                  | 24.9                                                  | 20.6                                                  | 15.1                                                  | 9.0                                                   | 3.0                                                   | 12.9                                                  |
| Precipitación total (mm)                              | 50.6                                                  | 56.8                                                  | 98.8                                                  | 89.3                                                  | 102.3                                                 | 169.6                                                 | 156.3                                                 | 157.9                                                 | 137.3                                                 | 62.5                                                  | 46.2                                                  | 37.1                                                  | 1164.5                                                |
| Días de precipitaciones (≥ 1 mm)                      | 9.7                                                   | 10.3                                                  | 13.9                                                  | 12.7                                                  | 12.1                                                  | 14.4                                                  | 12.0                                                  | 11.3                                                  | 11.0                                                  | 8.1                                                   | 7.0                                                   | 6.5                                                   | 129                                                   |
| Horas de sol                                          | 123.0                                                 | 115.7                                                 | 126.0                                                 | 156.1                                                 | 173.5                                                 | 147.6                                                 | 217.8                                                 | 220.8                                                 | 158.9                                                 | 160.8                                                 | 146.6                                                 | 147.7                                                 | 1894.5                                                |
| Humedad relativa (%)                                  | 75                                                    | 74                                                    | 76                                                    | 76                                                    | 76                                                    | 82                                                    | 82                                                    | 81                                                    | 78                                                    | 75                                                    | 74                                                    | 73                                                    | 76.8                                                  |
| Fuente: 中国气象局 17 de marzo de 2009                |                                                       |                                                       |                                                       |                                                       |                                                       |                                                       |                                                       |                                                       |                                                       |                                                       |                                                       |                                                       |                                                       |